# Арканське вчення
Арканське вчення (лат. disciplina arcani, таємне вчення) — від XVII століття назва правила ранньохристиянської церкви не допускати присутності оголошених під час деяких священнодійств і таїнств, головним чином, під час євхаристії, таїнстві хрещення, таїнстві священства, читанні молитви господньої та миропомазанні.
Таке правило закритості та недоступності для непосвячених йде від  часів раннього християнства, але вперше про нього згадує грецький теолог Ориген (бл. 185  — бл. 254) у своїй книзі «Проти Цельса» (249). Уже в VI столітті цей звичай вийшов з ужитку через історичні обставини: у перші часи політичних переслідувань, коли християни боялися допускати до богослужіння чужих, вся служба була доступна лише для тих, що прийняли хрещення; пізніше ж доступ до неї дозволили й язичникам, що бажали звернення, але з тим обмеженням, щоб нехрещені були присутні лише під час проповіді, а не під час таїнств. Але після того, як християнство стало панівною релігією, і стало звичаєм здійснювати обряд хрещення вже над дітьми, повернулися до старих звичаїв.
Після реформації католики стали посилатися на арканське вчення як на особливе таємне вчення, що збереглося в переказах церкви й нібито містить в собі ті догмати, на користь яких вони не могли навести доказів зі Святого Письма.